# Colori nazionali nelle corse automobilistiche

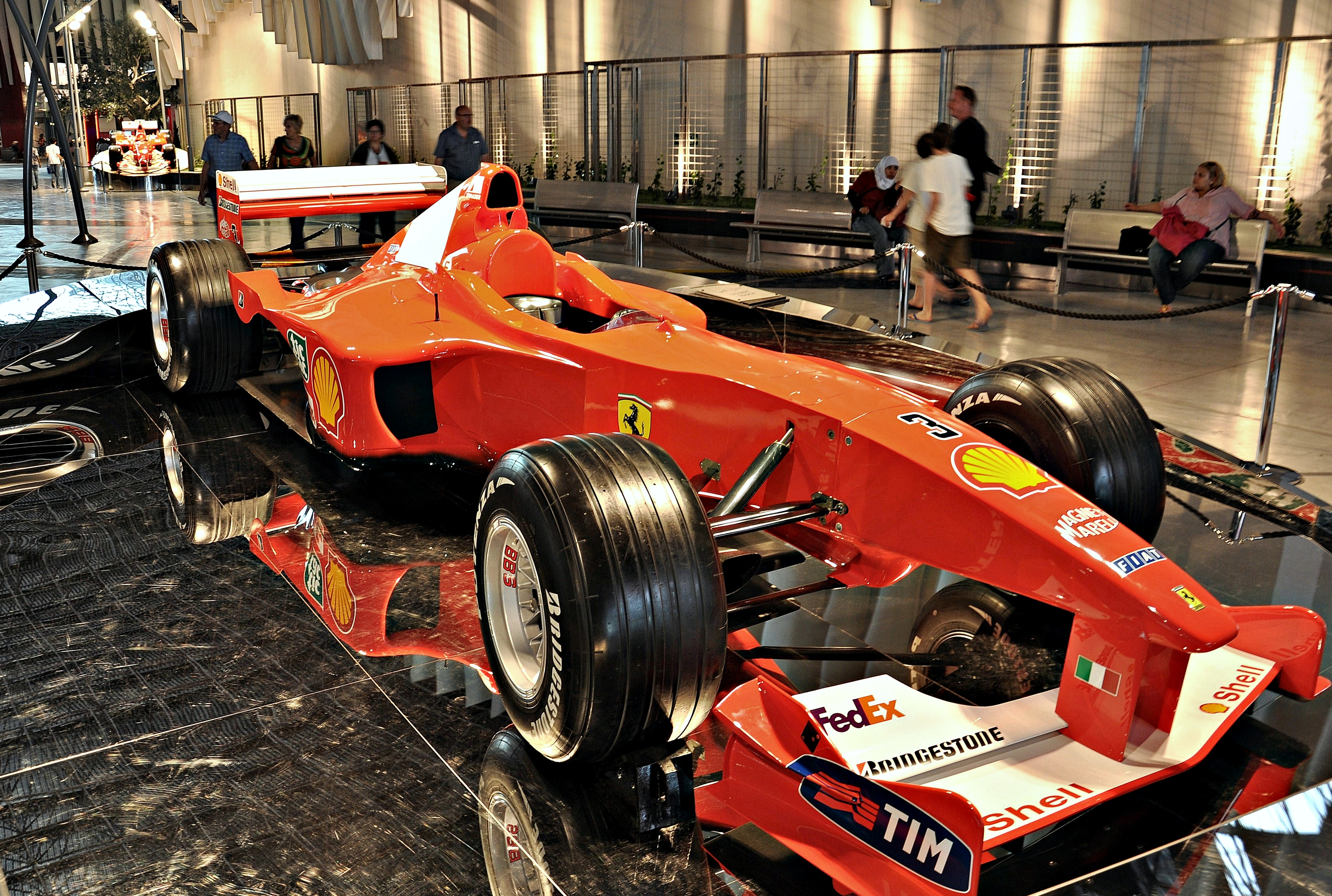
Una Ferrari F1-2000 (2000) in rosso corsa

I colori nazionali nelle corse automobilistiche sono i colori assegnati alle automobili da competizione che definiscono la nazionalità della squadra motoristica oppure la nazionalità del pilota.
Sono usati in competizioni come la Formula 1, le gare delle vetture sport, delle Sport Prototipo, e le competizioni automobilistiche turismo. Furono diffusamente utilizzati dai primi anni del XX secolo alla fine degli anni sessanta del XX secolo, quando vennero parzialmente abbandonati con l'introduzione delle livree ispirate ai colori degli sponsor.
In genere i colori nazionali nelle corse automobilistiche sono differenti dai colori delle bandiere nazionali, e sono l'equivalente nell'automobilismo dei colori della maglia per gli sport di squadra. Ad esempio l'Italia ha come colori nazionali il tricolore verde, bianco e rosso, come colore nell'automobilismo il rosso corsa e come colore negli sport di squadra l'azzurro, mentre i Paesi Bassi hanno l'arancio come colore nell'automobilismo e negli sport di squadra, e il tricolore rosso, bianco e blu come colori nazionali.

## Storia

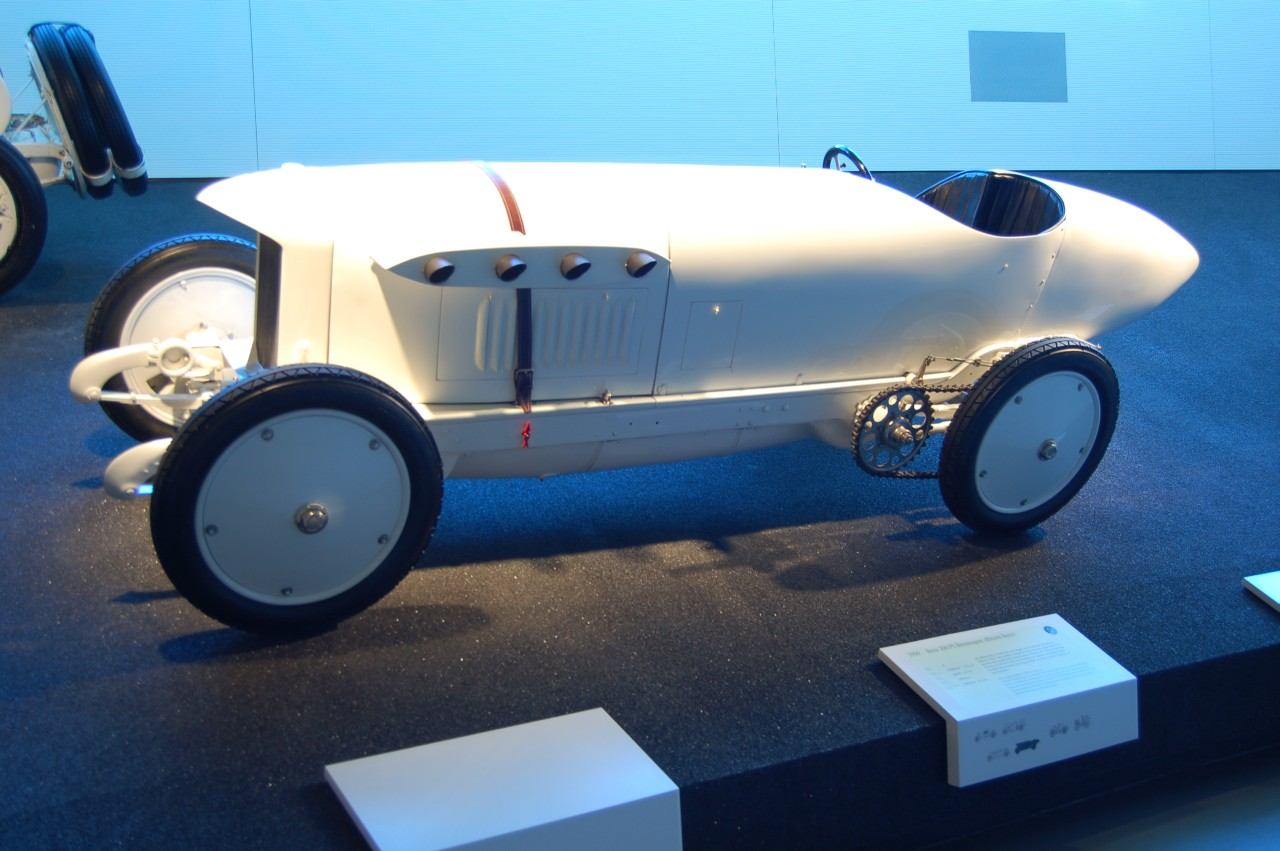
Una tedesca Blitzen Benz (1909) di colore bianco

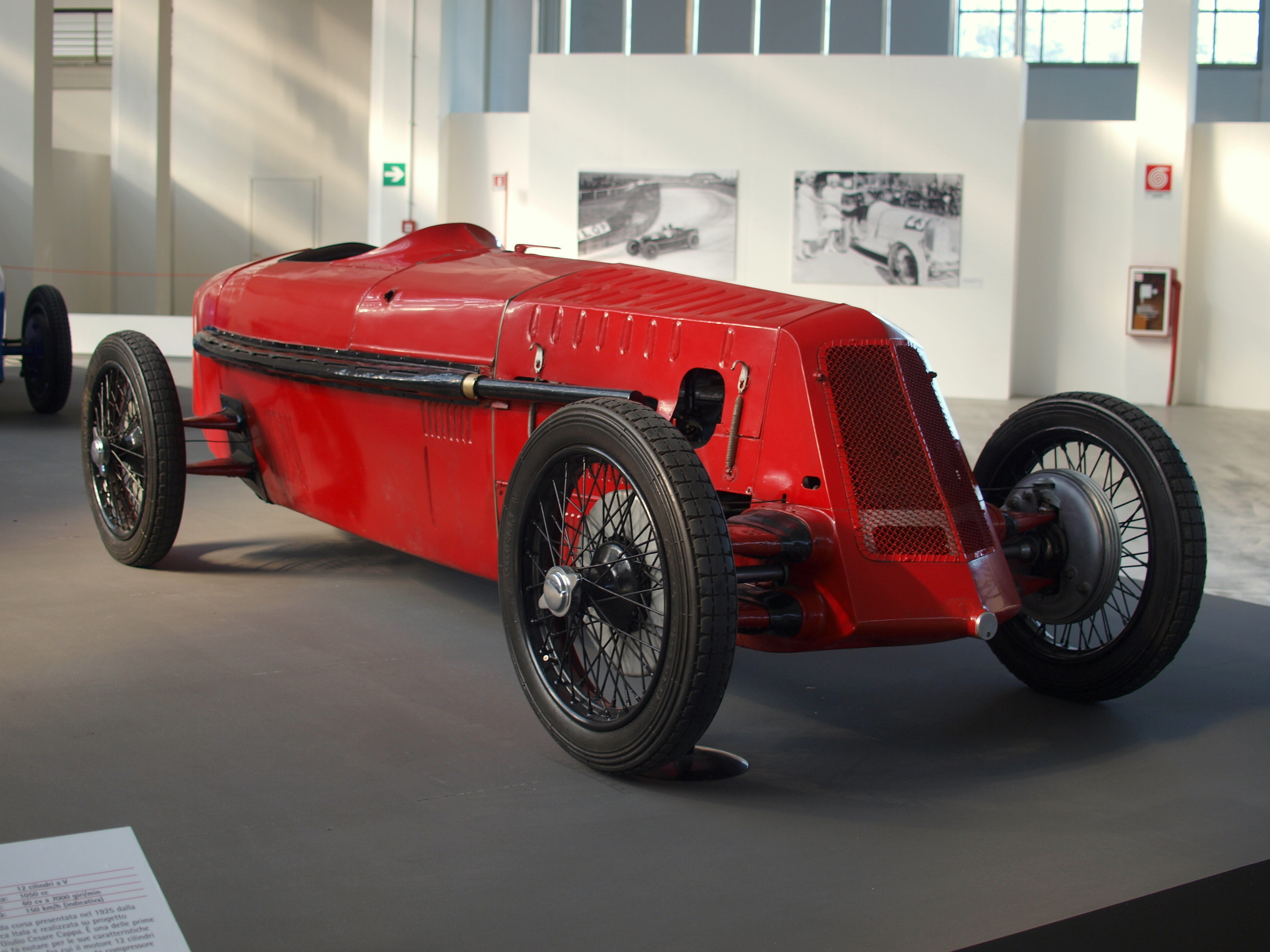
Un'italiana Itala Tipo 11 (1925)

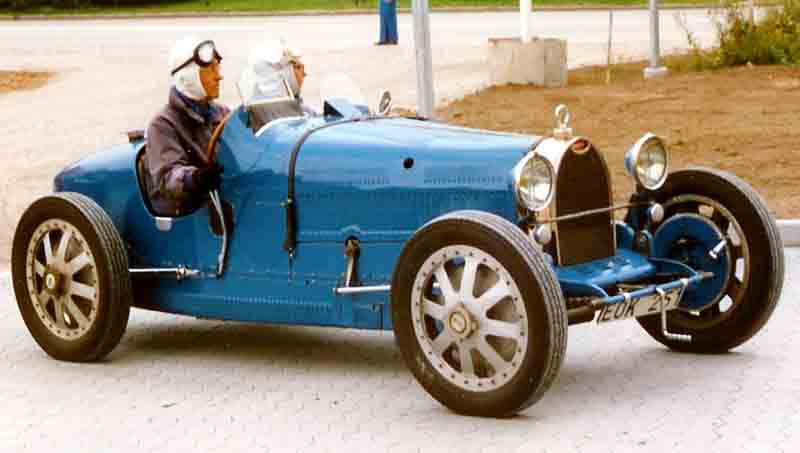
Una francese Bugatti Tipo 35C (1926)

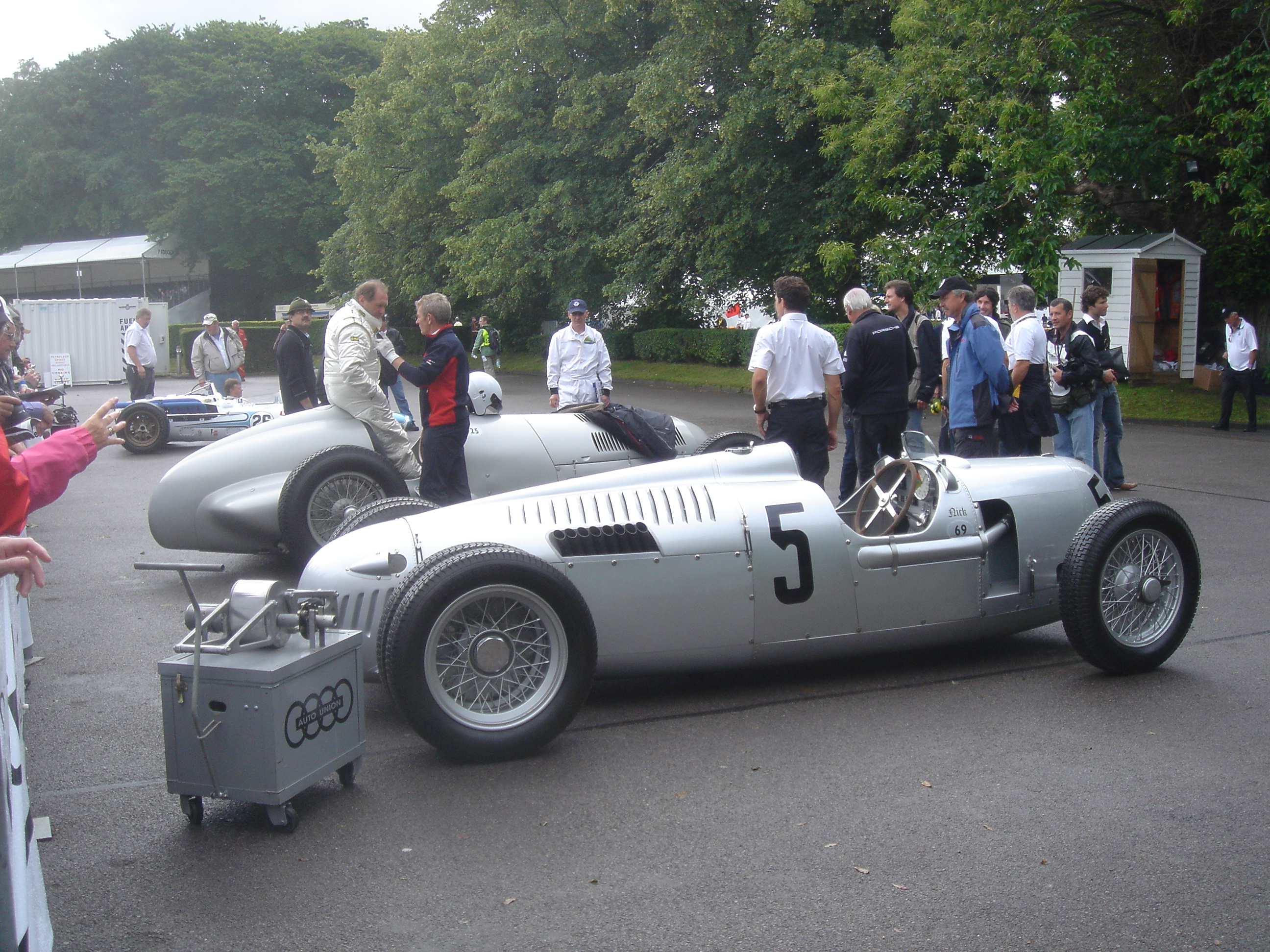
Una tedesca Auto Union Type C (1936) e una tedesca Mercedes-Benz W125 (1937), due esempi di Frecce d'argento

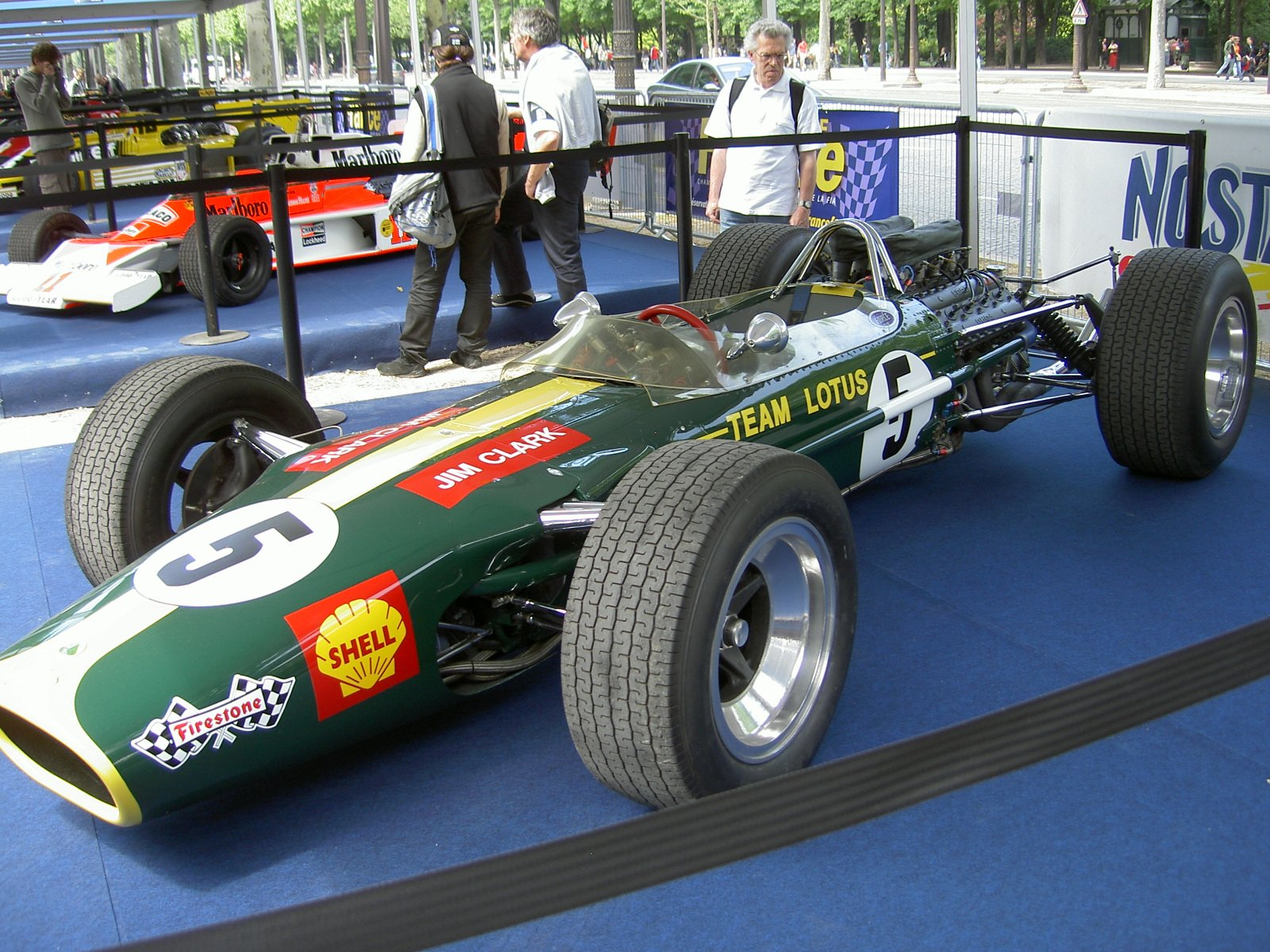
Una britannica Lotus 49 (1968)

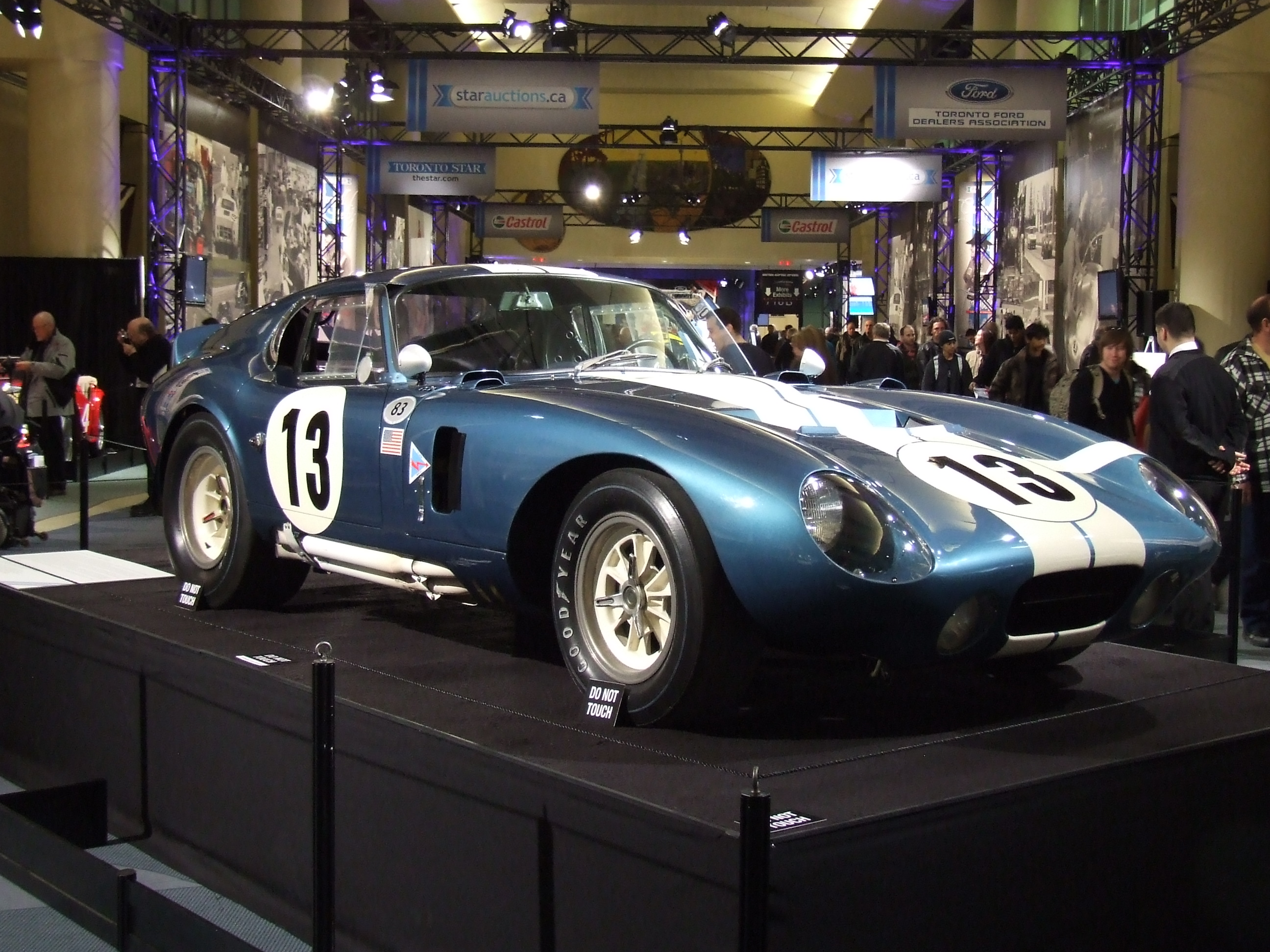
Una statunitense Shelby Daytona (1964)

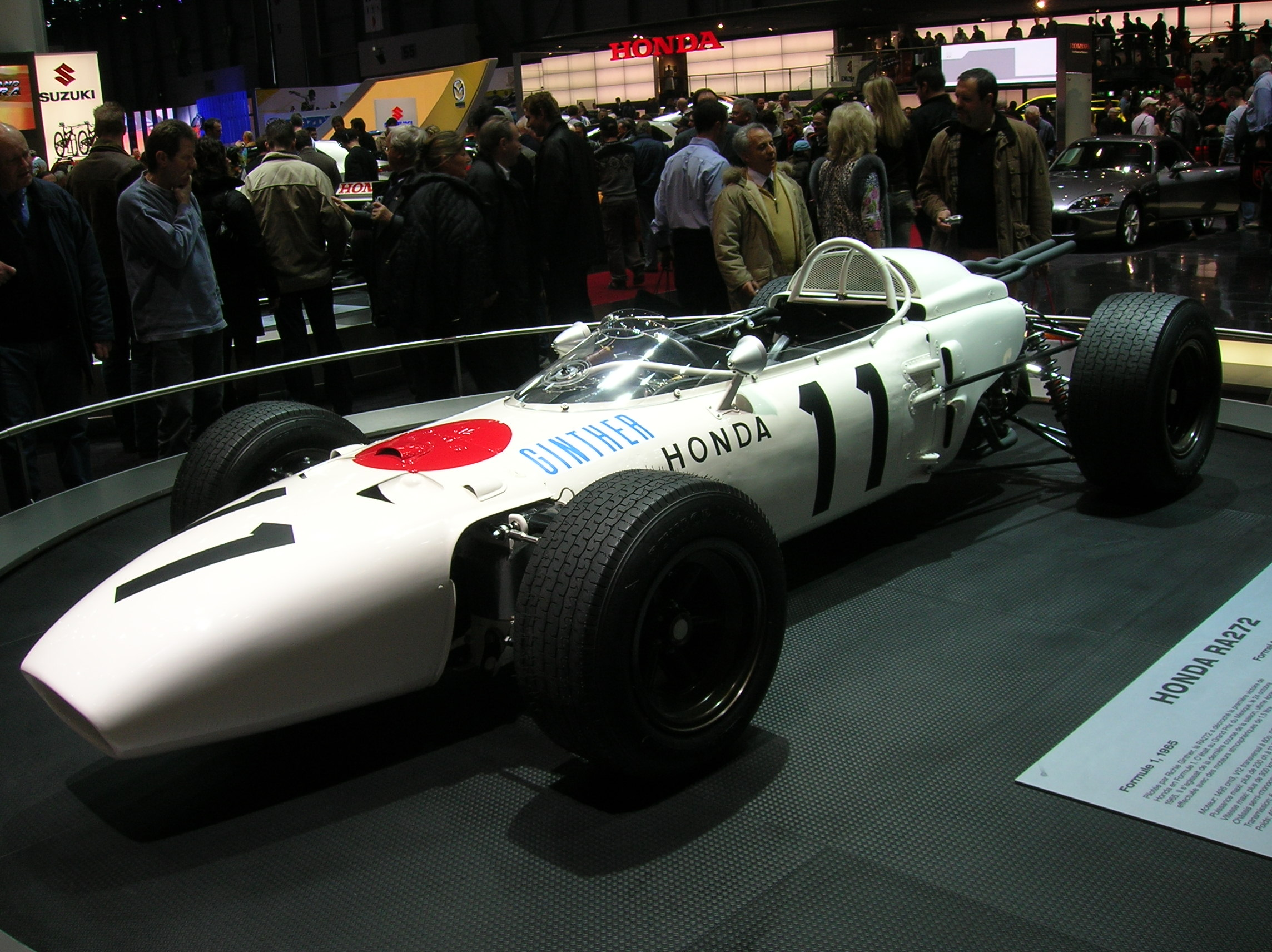
Una giapponese Honda RA272 (1965)

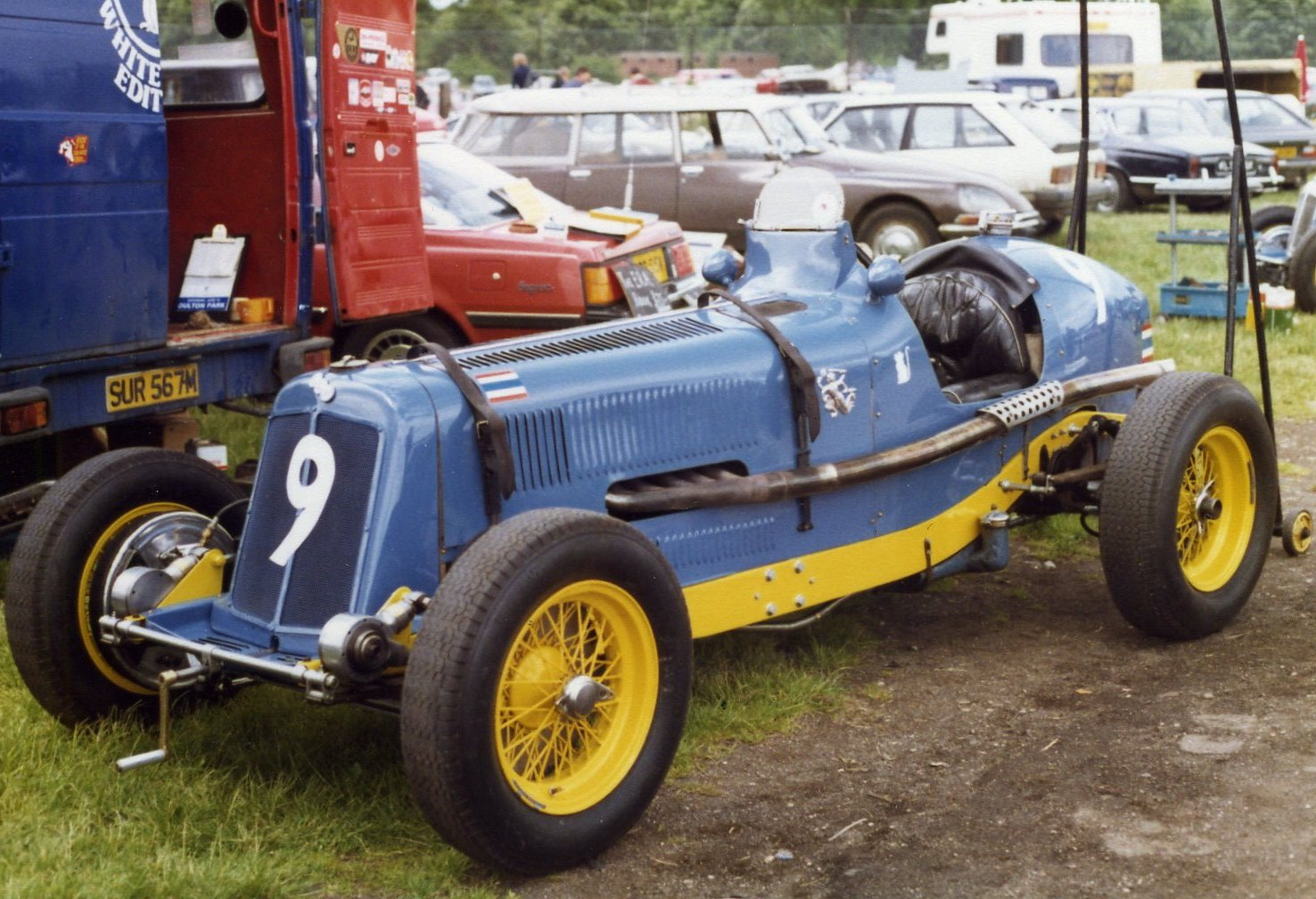
Una thailandese ERA R12B Hanuman II (1939)

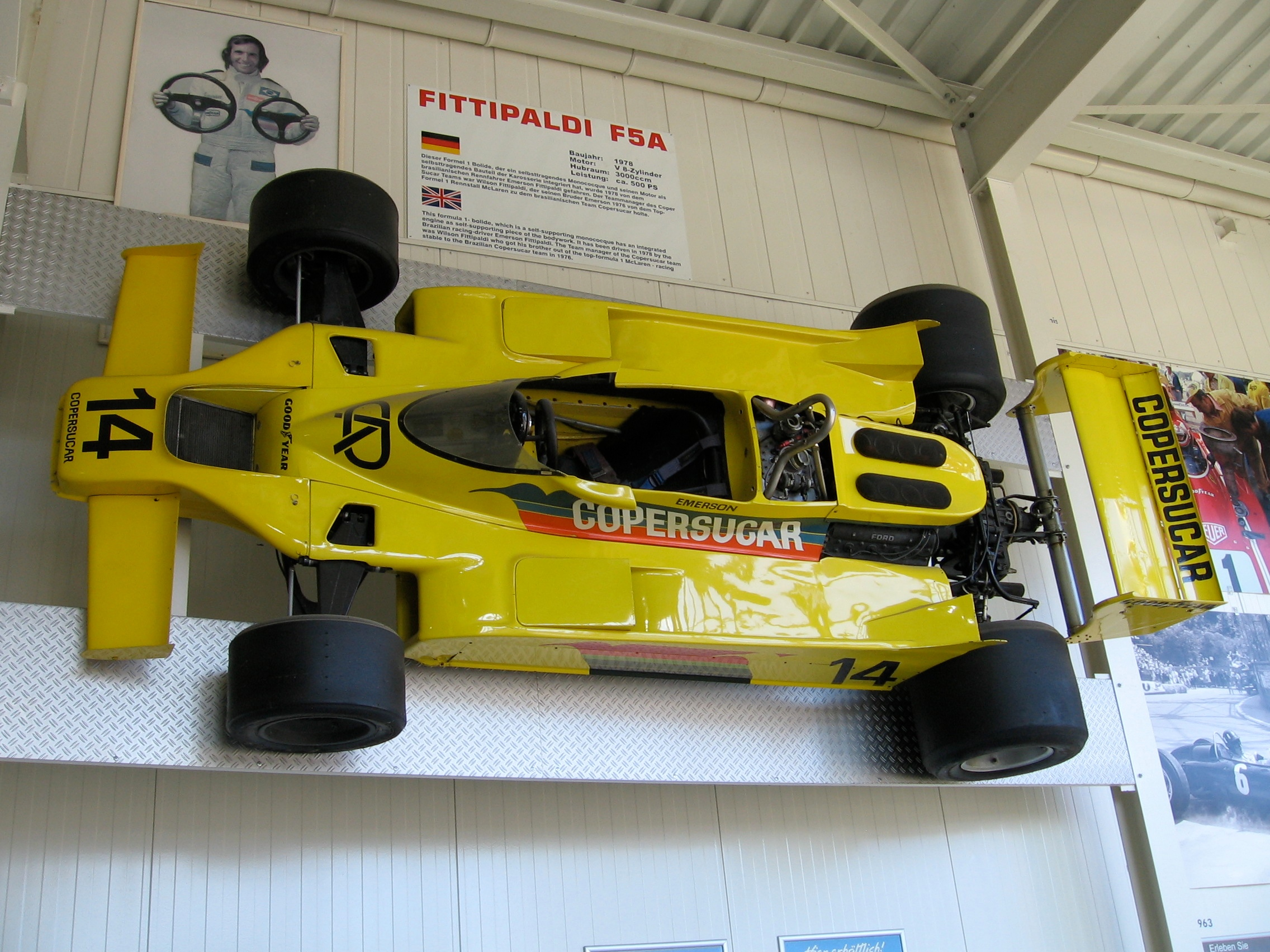
Una brasiliana Fittipaldi Automotive F5A (1977)

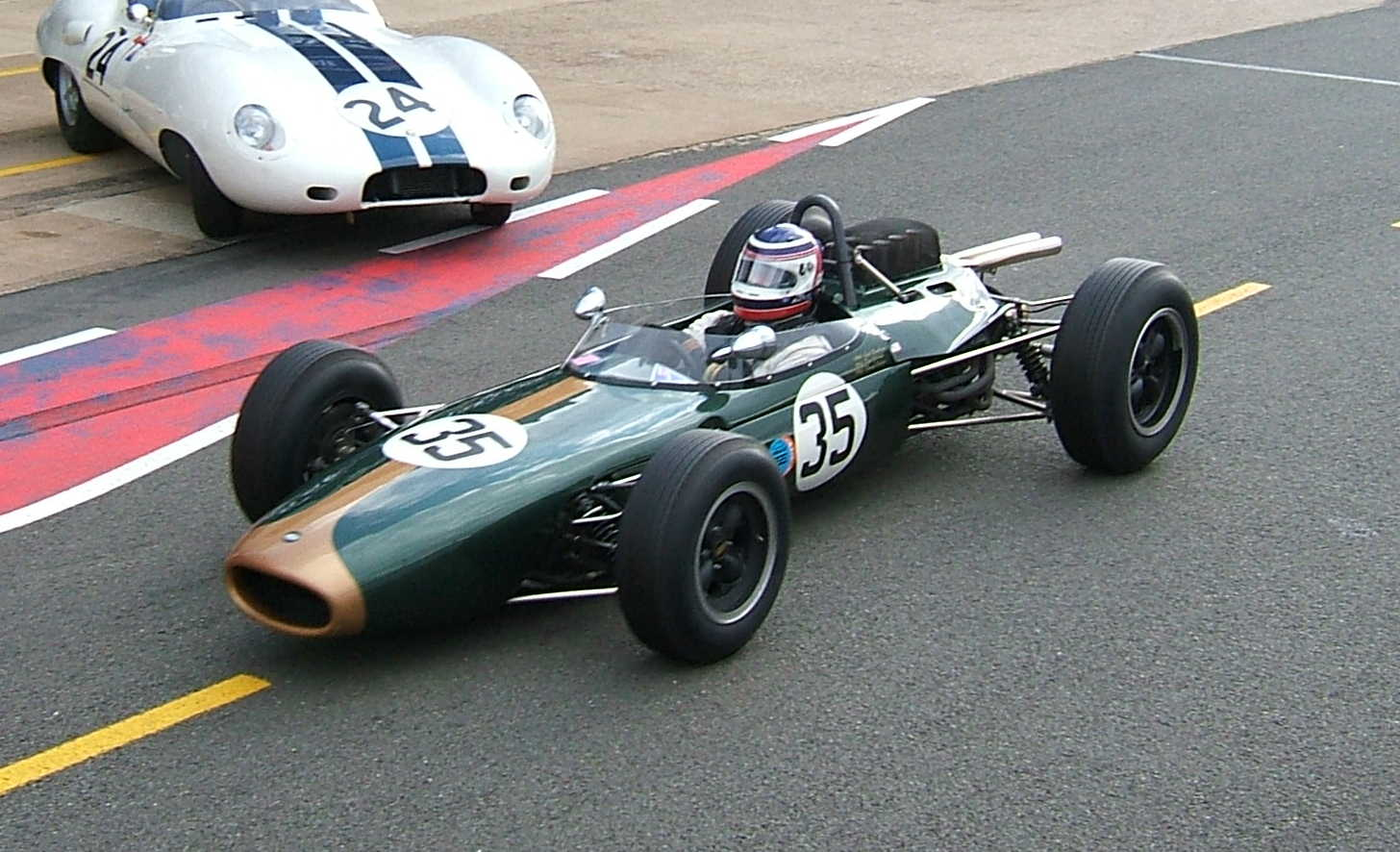
Una Brabham BT11 con i colori dell'Australia (1964)

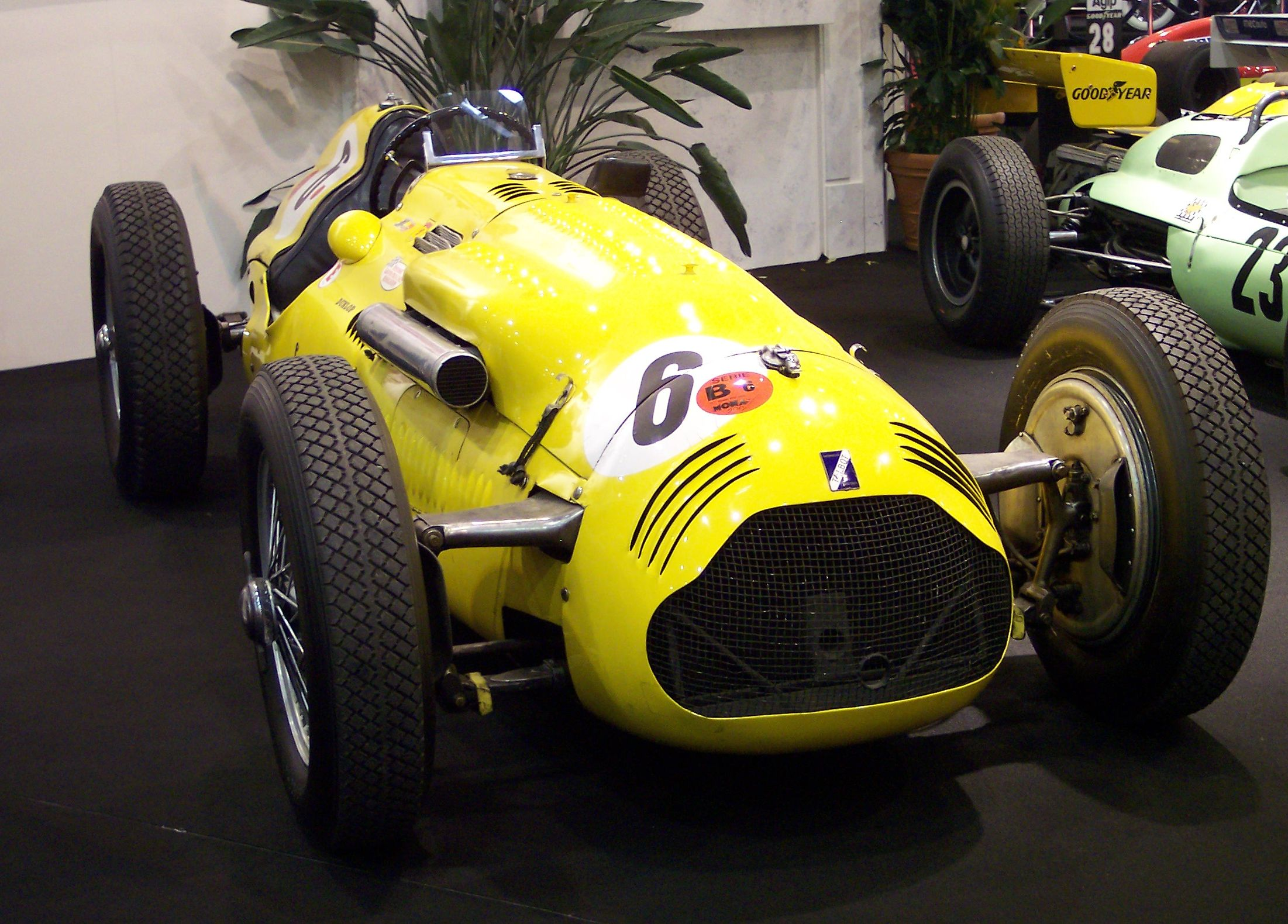
Una Talbot-Lago T26C con i colori del Belgio (1950)

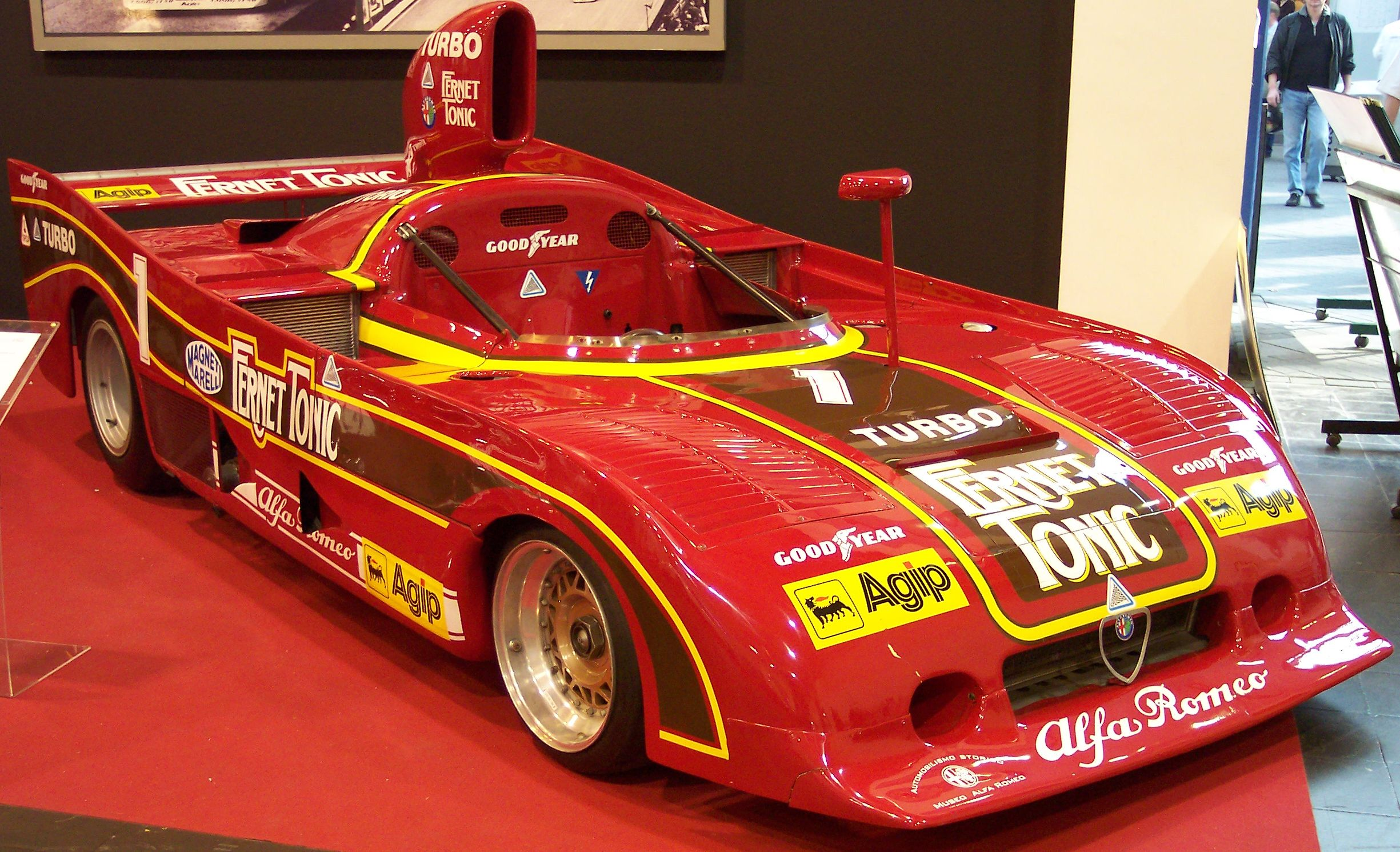
Un'italiana Alfa Romeo Tipo 33 (1977)

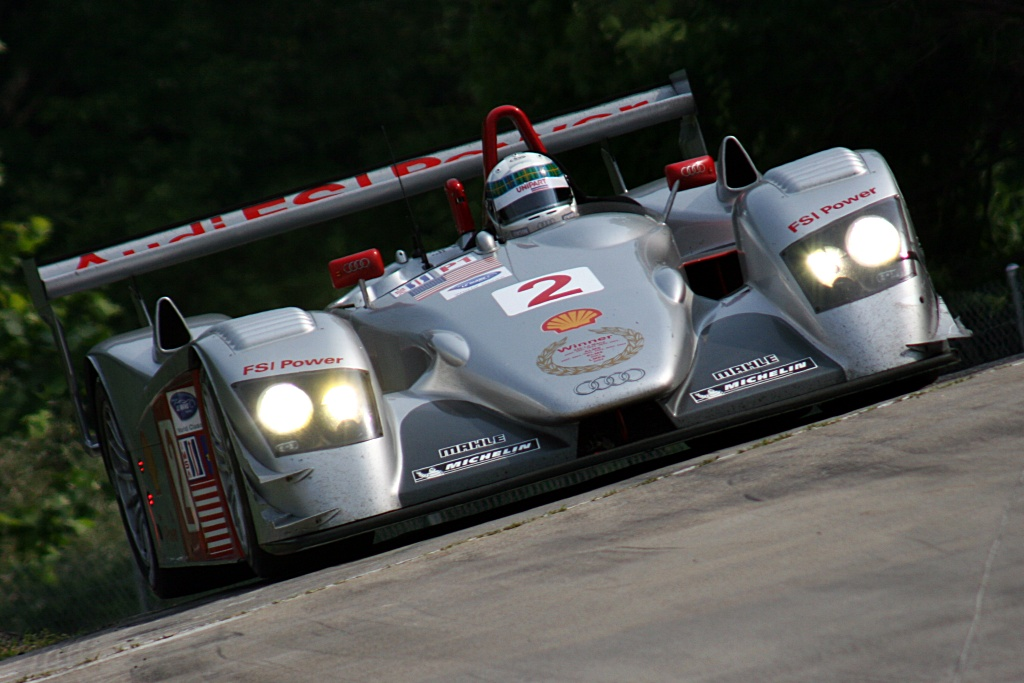
Una tedesca Audi R8 Sport (2006)

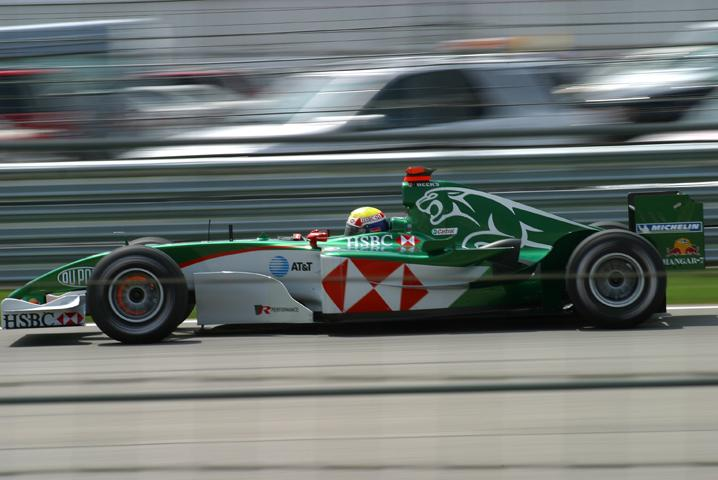
Una britannica Jaguar R5 (2004)

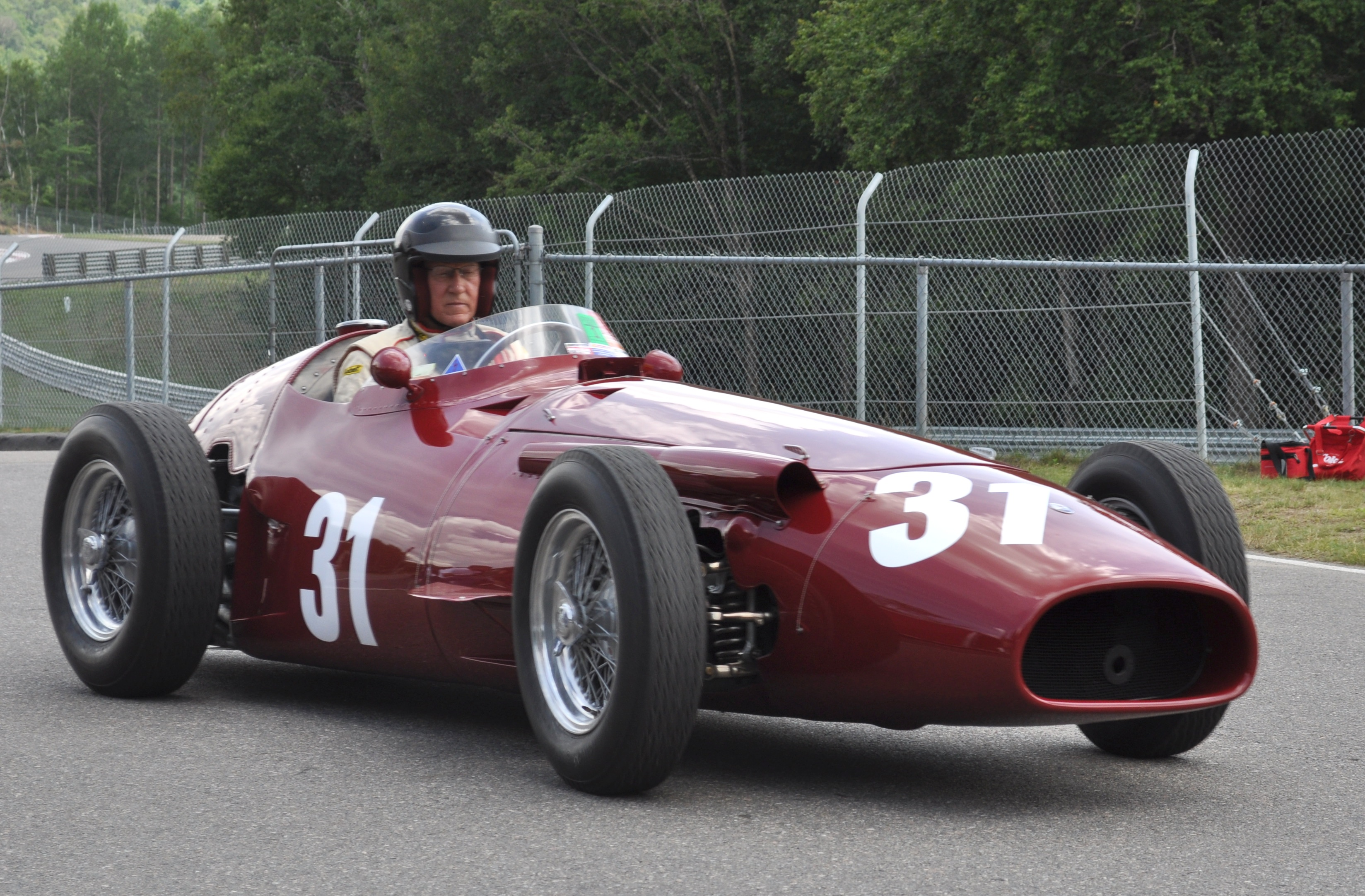
Un'italiana Maserati 250F (1954-60)

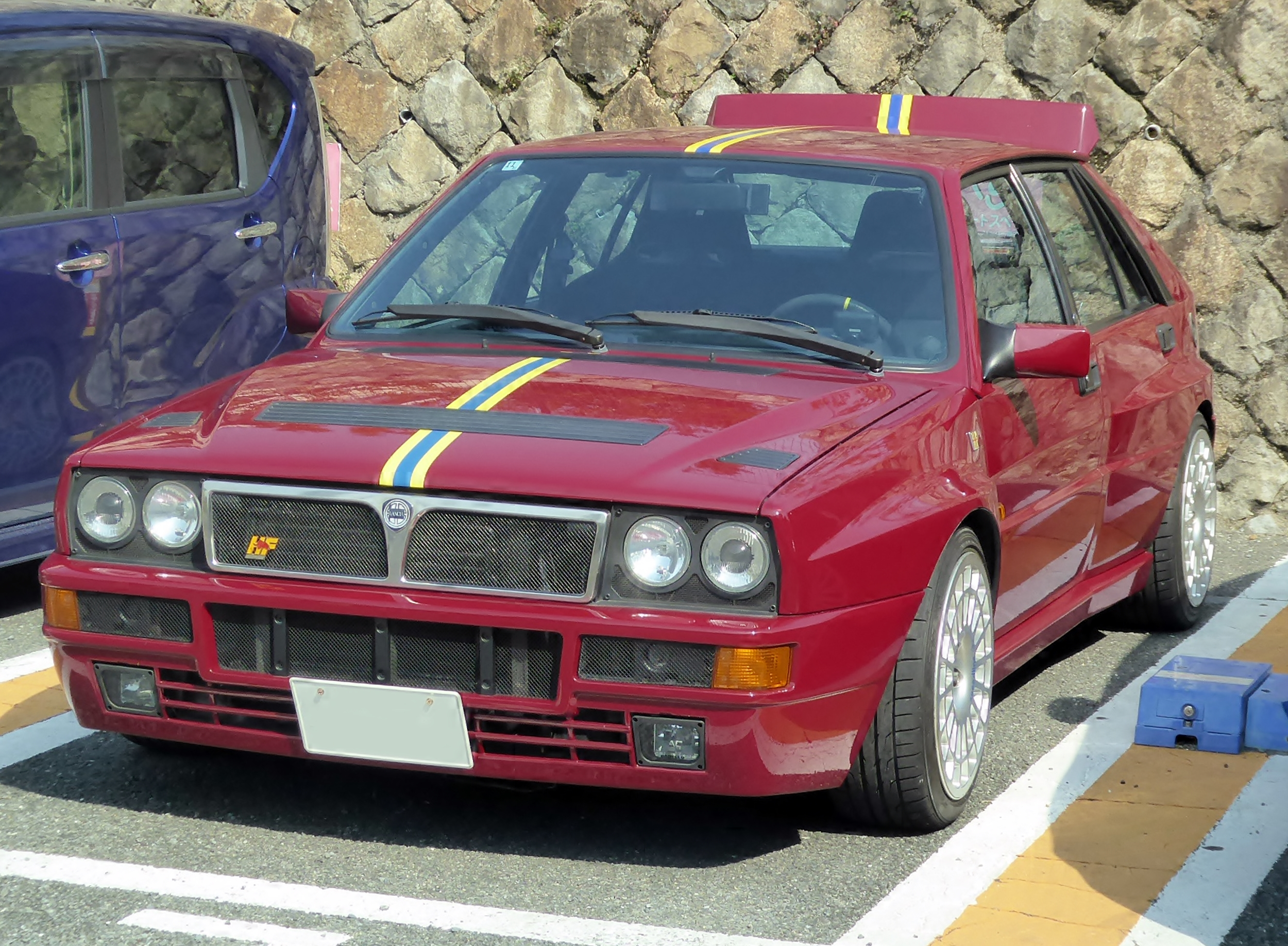
Un'italiana Lancia Delta HF Integrale (1994)

La prima assegnazione di colori nazionali nelle corse automobilistiche avvenne durante la Gordon Bennett Automobile Cup dell'anno 1900, durante la quale vennero assegnati colori precisi legati alla nazionalità delle squadre partecipanti. Dopo vari cambiamenti, i colori divennero definitivi tra gli anni venti e gli anni trenta del XX secolo con l'assegnazione del blu (Blu di Francia) alle squadre francesi, il rosso (Rosso corsa) alle squadre italiane, il bianco alle squadre tedesche, il verde (British racing green) alle squadre britanniche, il biancoblù — con racing stripes — alle squadre statunitensi e il biancorosso alle squadre giapponesi:
| Codice | Nazione     | Corpo vettura                                               | Numeri  | Marchi                                                                                      | Illustrazione |
| ------ | ----------- | ----------------------------------------------------------- | ------- | ------------------------------------------------------------------------------------------- | ------------- |
| D      | Germania    | Bianco                                                      | Rossi   | Benz, Mercedes, BMW, Porsche, Audi                                                          |               |
| D      | Germania    | Argento (Frecce d'argento)                                  | Rossi   | Mercedes-Benz, Auto Union, Veritas, Borgward, EMW, Porsche, Audi                            |               |
| F      | Francia     | Blu (Blu di Francia)                                        | Bianchi | Delage, Bugatti, Talbot, Delahaye, Matra, Panhard, Alpine, Gordini, Peugeot, Ballot, Ligier |               |
| GB     | Regno Unito | Verde (British racing green)                                | Bianchi | Jaguar, Vanwall, Cooper, Lotus, Brabham, BRM, Bentley, Aston Martin, MG, Caterham           |               |
| I      | Italia      | Rosso (Rosso corsa)                                         | Bianchi | Alfa Romeo, Maserati, Ferrari, Lancia, Abarth, OSCA, Officine Meccaniche                    |               |
| J      | Giappone    | Bianco con un "sole" rosso                                  | Neri    | Honda, Nissan, Toyota, Super Aguri F1                                                       |               |
| USA    | Stati Uniti | Bianco, strisce longitudinali blu e parte inferiore blu     | Blu     | Cunningham, Ford, NART, Shelby, Chaparral, Hendrick                                         |               |
| USA    | Stati Uniti | Blu, strisce longitudinali bianche e parte inferiore bianca | Bianchi | AAR Eagle, Ford, Shelby, Scarab, Chevrolet, Hendrick                                        |               |

Nel 1934 le auto tedesche diventarono di colore argento. Il cambio di colore ebbe origine da un fatto accaduto il 3 giugno 1934 sul circuito del Nürburgring durante l'ADAC Eifelrennen, quando la Mercedes-Benz fu obbligata, per raggiungere il peso autorizzato (le loro vetture accusavano un peso superiore di 1 kg rispetto al limite massimo fissato a 750 kg), ad asportare la vernice bianca dalle loro Mercedes-Benz W25, che rimasero con la carrozzeria a vista, che era in alluminio lucidato, di colore argenteo. Nacquero così le cosiddette "Frecce d'argento".
Durante il Campionato mondiale di Formula 1 del 1968, consapevole dei crescenti costi della partecipazione al campionato, la Commissione Sportiva Internazionale della FIA autorizzò le squadre a ricorrere a sponsorizzazioni extra sportive. La Lotus siglò una partnership con il produttore di tabacco Imperial Tobacco: le loro vetture furono le prime monoposto ad abbandonare la livrea nazionale per i colori dello sponsor. I colori nazionali sopravvissero per alcune squadre come le francesi Matra, Ligier e Prost Grand Prix, che hanno sempre corso con livrea blu che è ritornata nel 2021 con la Alpine, le italiane Ferrari e Scuderia Italia, che hanno mantenuto il rosso, la tedesca Mercedes, che ha corso con le livree color argento fino al 2019, mentre dalla stagione 2020 ha adottato una livrea inedita di colore nero, per poi riadottare la classica colorazione nella stagione 2022, e le britanniche Jaguar Racing e Aston Martin, che utilizzano il verde in diversi campionati.

## Elenco dei colori nazionali
L'elenco completo dei colori nazionali nell'automobilismo sono:
| Codice | Nazione        | Corpo vettura                                                                     | Cofano                                                                            | Altri colori | Numeri                                          | Illustrazione |
| ------ | -------------- | --------------------------------------------------------------------------------- | --------------------------------------------------------------------------------- | --- | ----------------------------------------------- | ------------- |
| A      | Austria        | Blu                                                                               | Blu                                                                               | | Neri su sfondo bianco                           |               |
| ARG    | Argentina      | Blu                                                                               | Giallo                                                                            | | Rossi su sfondo bianco                          |               |
| AUS    | Australia      | Verde                                                                             | Oro                                                                               | Blu | Neri                                            |               |
| B      | Belgio         | Giallo                                                                            | Giallo                                                                            | | Neri                                            |               |
| BR     | Brasile        | Giallo                                                                            | Giallo                                                                            | Ruote: verdi. A volte le auto brasiliane presentano strisce longitudinali verdi                                                             | Neri                                            |               |
| BUL    | Bulgaria       | Verde                                                                             | Bianco                                                                            | | Rossi su sfondo bianco                          |               |
| C      | Cuba           | Giallo                                                                            | Nero                                                                              | | Neri su sfondo bianco                           |               |
| CDN    | Canada         | Rosso con strisce longitudinali bianche                                           | Rosso con strisce longitudinali bianche                                           | Fino al 1965, prima del cambio di bandiera da parte del Canada, le auto erano dipinte in verde britannico con due strisce parallele bianche | Neri                                            |               |
| CH     | Svizzera       | Rosso                                                                             | Bianco                                                                            | | Neri                                            |               |
| CS     | Cecoslovacchia | Bianco                                                                            | Blu/bianco                                                                        | Parte inferiore carrozzeria: rossa | Blu                                             |               |
| D      | Germania       | Argento                                                                           | Argento                                                                           | Bianco | Rossi                                           |               |
| DK     | Danimarca      | Argento                                                                           | Rosso con due strisce bianche che disegnano una croce latina                      | Strisce longitudinali rosse | Rossi su sfondo bianco                          |               |
| E      | Spagna         | Rosso                                                                             | Giallo                                                                            | Parte inferiore carrozzeria/molle: rosse | Neri su sfondo giallo o bianchi su sfondo rosso |               |
| ET     | Egitto         | Lilla                                                                             | Lilla                                                                             | | Rossi su sfondo bianco                          |               |
| F      | Francia        | Blu                                                                               | Blu                                                                               | | Bianchi                                         |               |
| FIN    | Finlandia      | Bianco                                                                            | Bianco                                                                            | Tre strisce blu sul cofano che disegnano due croci latine                                                                                   | Neri su sfondo bianco                           |               |
| GB     | Regno Unito    | Verde                                                                             | Verde                                                                             | | Bianchi                                         |               |
| GR     | Grecia         | Blu                                                                               | Blu                                                                               | Strisce longitudinali bianche sul cofano | Neri su sfondo bianco                           |               |
| H      | Ungheria       | Avantreno: bianco Retrotreno: verde                                               | Rosso                                                                             | | Neri                                            |               |
| HJK    | Giordania      | Marrone                                                                           | Marrone                                                                           | | Neri su sfondo bianco                           |               |
| I      | Italia         | Rosso                                                                             | Rosso                                                                             | | Bianchi                                         |               |
| IRL    | Irlanda        | Verde                                                                             | Verde                                                                             | Banda orizzontale arancio intorno al corpo vettura                                                                                          | Bianchi                                         |               |
| J      | Giappone       | Bianco                                                                            | Bianco                                                                            | Disco rosso sul cofano | Bianchi su sfondo nero                          |               |
| L      | Lussemburgo    | Strisce tricolori rosse, bianche e blu longitudinali dall'avantreno al retrotreno | Strisce tricolori rosse, bianche e blu longitudinali dall'avantreno al retrotreno | Strisce tricolori rosse, bianche e blu longitudinali dall'avantreno al retrotreno                                                           | Neri su sfondo bianco                           |               |
| MAS    | Malaysia       | Giallo                                                                            | Giallo                                                                            | Bianco | Neri su sfondo bianco o neri                    |               |
| MC     | Monaco         | Bianco                                                                            | Bianco                                                                            | Banda orizzontale rossa intorno al corpo vettura                                                                                            | Neri su sfondo bianco                           |               |
| MEX    | Messico        | Oro                                                                               | Oro                                                                               | Croce blu a "X" sul cofano | Neri su sfondo bianco                           |               |
| NL     | Paesi Bassi    | Arancio                                                                           | Arancio                                                                           | | Bianchi                                         |               |
| NZ     | Nuova Zelanda  | Verde con parte inferiore carrozzeria argento                                     | Verde con parte inferiore carrozzeria argento                                     | Nero e argento | Neri su sfondo bianco                           |               |
| PHI    | Filippine      | Rosso                                                                             | Blu                                                                               | | Neri                                            |               |
| P      | Portogallo     | Rosso                                                                             | Rosso                                                                             | Parte inferiore carrozzeria: bianca | Bianchi                                         |               |
| PL     | Polonia        | Bianco                                                                            | Bianco                                                                            | Parte inferiore carrozzeria: rossa | Rossi su sfondo bianco                          |               |
| RCH    | Cile           | Rosso                                                                             | Blu                                                                               | Parte inferiore carrozzeria: bianca | Blu/rossi su sfondo bianco                      |               |
| RO     | Romania        | Blu                                                                               | Blu                                                                               | | Bianchi                                         |               |
| RUS    | Russia         | Giallo                                                                            | Giallo                                                                            | Rosso (in era sovietica) | Neri                                            |               |
| S      | Svezia         | Parte inferiore carrozzeria blu, parte superiore carrozzeria gialla               | Parte inferiore carrozzeria blu, parte superiore carrozzeria gialla               | Parte inferiore carrozzeria blu, parte superiore carrozzeria gialla                                                                         | Bianchi                                         |               |
| T      | Thailandia     | Blu con banda gialla intorno al corpo vettura                                     | Blu con banda gialla intorno al corpo vettura                                     | Ruote: gialle | Bianchi su sfondo blu                           |               |
| U      | Uruguay        | Blu con banda rossa sotto il cofano                                               | Blu con banda rossa sotto il cofano                                               | Blu con banda rossa sotto il cofano | Bianchi su sfondo nero                          |               |
| USA    | Stati Uniti    | Bianco con strisce longitudinali blu                                              | Bianco con strisce longitudinali blu                                              | Parte inferiore carrozzeria: blu | Blu su sfondo bianco                            |               |
| ZA     | Sudafrica      | Oro                                                                               | Verde                                                                             | | Neri su sfondo giallo                           |               |